# Karl Etti (Apotheker)
Karl Etti (* 25. Juni 1825 in Wangen im Allgäu; † 29. November 1890 in Wien) war ein deutscher Apotheker.

## Leben
Etti studierte nach seiner pharmazeutischen Grundausbildung in Göttingen und München. Dort arbeitete er von 1845 bis 1846 im Institut von Johann Andreas Buchner.
1853 übernahm er die Apotheke seines Vaters Remigius Etti in Wangen im Allgäu, die er bis 1866 leitete und dann an den Apotheker E. Dreiss verkaufte. Um sich ganz der Wissenschaft zu widmen, zog Karl Etti nach Wien, wo er im Laboratorium der Landwirtschaftlichen Versuchsstation und im Laboratorium von Ernst Ludwig arbeitete.
Danach war er bei Heinrich Hlasiwetz am Laboratorium der TH Wien und nach Hlasiwetz' Tod im I. chemischen Universitätslaboratorium unter Ludwig von Barth tätig. Während seiner Zeit unter Hlasiwetz beschäftigte er sich besonders mit den pflanzlichen Farb- und Gerbstoffen. 1878 stellte er aus Kinogummi das Kinoin dar und fand bei seinen Arbeiten über die Verbindungen des Vanillins mit dem Pyrogallol und Phloroglucin die genaue Erklärung der „Wiesnerschen Reaktion“. Er vertiefte das Wissen über Gerbstoffe mit seinen Arbeiten über die Gerbsäure der Eichenrinde wesentlich.

## Veröffentlichungen
- Der malabrische Kinogummi und Kinoin, in: Ber. dtsch. chem. Ges. 11 (1878)
- Verbindungen des Vanillins mit Pyrogallol und Phloroglucin, in: Wiener Akda. S.-Ber.86 (1883)
- Chemie der Gerbsäuren, in: Wiener Akad. S.-Ber.98 (1889)